# RAM 02
La RAM 02 è una monoposto costruita dalla RAM Racing per prendere parte alla stagione 1984 del campionato di Formula 1.

## La stagione
A causa di difficoltà economiche, la partecipazione della RAM al campionato 1984 fu in dubbio fino all'arrivo dello sponsor Skoal. Come piloti vennero ingaggiati il debuttante Philippe Alliot e Jonathan Palmer, già collaudatore della Williams e vincitore del Campionato europeo di Formula 2 1983.
La prima RAM 02 debuttò all'inaugurale Gran Premio del Brasile affidata ad Alliot mentre Palmer disputò i primi due Gran Premi della stagione con la RAM 01 usata dal team nella stagione 1983. A Jacarepaguá Alliot si qualificò ventiseiesimo, in ultima posizione. In Brasile Palmer ottenne, con la vettura della stagione precedente, il miglior risultato di gara stagione, terminando la gara all'ottavo posto, ultimo tra quelli giunti al traguardo, a 3 giri dal vincitore Alain Prost. Al successivo Gran Premio del Sudafrica entrambe le RAM non parteciparono alle prove libere del venerdì a causa di problemi tecnici ai motori.
Al Gran Premio del Canada Palmer, impegnato nella 24 Ore di Le Mans, venne sostituito dal neozelandese Mike Thackwell e il team presentò una RAM 02 aggiornata con un cofano motore più basso.

## Risultati
| Anno | Team                        | Motore    | Gomme | Piloti    |     |     |    |     |     |    |     |     |     |     |     |    |    |     |     |     | Punti | Pos. |
| ---- | --------------------------- | --------- | ----- | --------- | --- | --- | -- | --- | --- | -- | --- | --- | --- | --- | --- | -- | -- | --- | --- | --- | ----- | ---- |
| 1984 | Skoal Bandit Formula 1 Team | Hart 415T | P     | Alliot    | Rit | Rit | NQ | Rit | Rit | NQ | 10  | Rit | NP  | Rit | Rit | 11 | 10 | Rit | Rit | Rit | 0     | -    |
| 1984 | Skoal Bandit Formula 1 Team | Hart 415T | P     | Palmer    |     |     | 10 | 9   | 13  | NQ |     | Rit | Rit | Rit | Rit | 9  | 9  | Rit | Rit | Rit | 0     | -    |
| 1984 | Skoal Bandit Formula 1 Team | Hart 415T | P     | Thackwell |     |     |    |     |     |    | Rit |     |     |     |     |    |    |     |     |     | 0     | -    |

| Legenda | 1º posto     | 2º posto | 3º posto    | A punti         | Senza punti/Non class.  | Grassetto – Pole position Corsivo – Giro più veloce |
| Legenda | Squalificato | Ritirato | Non partito | Non qualificato | Solo prove/Terzo pilota | Grassetto – Pole position Corsivo – Giro più veloce |